# Andreas Köpke
Andreas Köpke est un footballeur allemand né le 12 mars 1962 à Kiel (Allemagne de l'ouest). Il évoluait au poste de gardien de but.
Il est particulièrement célèbre pour avoir été le gardien de but de l'équipe d'Allemagne victorieuse de l'Euro 1996. Bien qu'il n'ait disputé aucun match du tournoi du fait de son statut de remplaçant, il a aussi remporté la Coupe du monde 1990.

## Biographie
Après avoir fait ses débuts de footballeur à Holstein Kiel, il passe en 1983 par Charlottenburg, puis l'année suivante par le Hertha Berlin et en 1986 il signe au FC Nuremberg, club où il restera jusqu'en 1994. Puis il rejoint l'Eintracht Francfort. À noter qu'il connaîtra lors de ces différents passages de nombreuses... relégations.
Les portes de l'équipe nationale s'ouvrent à lui à partir de 1990 et devient la doublure de Bodo Illgner et remporte ainsi le titre de champion du Monde la même année. En 1994, juste après la Coupe du Monde, Bodo Illgner, déçu notamment par le résultat de son équipe nationale lors de ce tournoi mondial, prend sa retraite internationale. Andreas se retrouve dès lors titulaire et remporte l'Euro 96. Cette année-là, il est également sacré meilleur gardien du monde par l'IFFHS.
Fin juin 1996, il signe un contrat de deux ans avec le FC Barcelone. Mais le transfert est annulé à cause de son agent : depuis le 1er janvier 1996, seuls les intermédiaires titulaires d'une licence délivrée par la FIFA sont habilités à passer des transactions entre un joueur et un club. Or, l'agent de Köpke ne disposait pas de cette licence.
Finalement, Andreas rejoint juste après l'Euro 1996 l'Olympique de Marseille, fraîchement promu en Division 1. Titulaire indiscutable lors de ses deux premières saisons à l'OM, l'entraîneur phocéen Rolland Courbis décide de mettre Andreas en concurrence avec le jeune Stéphane Porato, en provenance de l'AS Monaco, présenté alors comme le futur Fabien Barthez. Après quelques tergiversations (Andreas joue lors des premières journées de championnat un match sur deux), Stéphane Porato est définitivement promu numéro 1 par Courbis malgré des débuts compliqués où il encaisse quatre buts lors de la première mi-temps contre Montpellier pour son premier match au Vélodrome (victoire finale 5-4). Vexé, le gardien allemand quitte la Canebière au mercato hivernal 1998-1999,.
Il est alors annoncé du côté des Glasgow Rangers qui cherchent un gardien après la blessure de Lionel Charbonnier,,,. Les Rangers renoncent à le recruter en raison des exigences de son agent,.
Après ce transfert avorté, Köpke s'engage avec son ancien club, le FC Nuremberg. Il y reste jusqu'en 2001 avec une remontée en Bundesliga.
Köpke devient en 2004 l'entraîneur des gardiens de l'équipe nationale d'Allemagne où il succède à Sepp Maier. Il quitte son poste le 6 juillet 2021, une semaine après la défaite de l'Allemagne contre l'Angleterre (0-2) en 1/8 de finale de l'Euro 2020.

## Palmarès

### En club
- 1. FC Nuremberg : 
  - Champion de 2. Bundesliga en 2001.
- Olympique de Marseille :
  - Vice-champion de Division 1 en 1999.
  - Finaliste de la Coupe de l'UEFA en 1999.

### En équipe d'Allemagne
- Allemagne
- Vainqueur de la Coupe du Monde en 1990.
- Vainqueur du Championnat d'Europe des Nations en 1996.

### Distinctions individuelles
- Élu meilleur footballeur allemand de l'année en 1993
- Élu meilleur gardien de but de l'année selon l'IFFHS en 1996
- Figure dans l'ESM XI en décembre 1996[11]

## Anecdotes
- Le fils d'Andreas Köpke, Pascal est footballeur au Hertha Berlin
- Au début des années 1990 il existait une vraie rivalité entre Andreas Köpke et Bodo Illgner pour le poste de gardien de l'équipe nationale, lors de la 12e journée du championnat allemand de la saison 1992-1993, Andreas Köpke marqua un penalty contre Bodo Illgner, gardien du 1. FC Cologne et permit à Nuremberg de l'emporter 2-1[12].